# Olden Eibergen
Olden Eibergen est une localité des Pays-Bas rattachée à la commune de Berkelland.